# Mecklenburger Strohbilder
Die Mecklenburger Strohbilder sind realistische Collagen aus  getrocknetem und aufgebügeltem Stroh. Die Strohmarketerie-Objekte gehören zu der traditionellen Volkskunst in Mecklenburg-Vorpommern in Deutschland.

## Geschichte
Die Mecklenburger Strohbilder sind einfache, volkskundliche Bildkompositionen im realistischen Stil, die in der Umgebung von Schwerin hergestellt werden. Die Strohbilder sind Unikate. Vorzugsweise in den langen Wintermonaten wurden die handwerklich hergestellten Strohbilder angefertigt, um sich ein Zubrot durch den Verkauf als Souvenir an Touristen der Ostsee zu ermöglichen. Mitte der 60er Jahre entdeckte die DDR-Regierung den Stellenwert der preisgünstigen aber auch dekorativen  Mecklenburger Strohbilder und ließ diese unter industriellen Methoden in Massenfertigung produzieren.
Namhafte Hersteller der Wandbilder waren die Bärenburg und Eilers KG in Schwerin und der Volkseigene Betrieb VEB Bild und Souvenir in Neugersdorf in Sachsen.

## Herstellung
Der geerntete Strohhalm wurde getrocknet, dann aufgeschnitten und aufgebogen. Man erhielt einen Strohfetzen, der aufgebügelt in Montagetechnik  zu Bildern komponiert wurde. Verschiedenfarbige Strohhalme werden auf schwarzem oder braunem Papier einschichtig aufgeklebt. Die Künstler signieren ihre Arbeiten nicht und bleiben meist anonym.

## Motive
Dargestellt werden Schiffe, Kirchen, Blumen, Dorfszenen und Landschaftsbilder meist im romantischen und realistischem Stil. Selten werden Porträts oder abstrakte Dekorationen angefertigt.